# Gordon Allport
Gordon Allport (Montezuma, Indiana, 1897 - 1967) va ser un psicòleg estatunidenc conegut pels seus estudis sobre la personalitat. Va dividir la personalitat segons trets de caràcter, que va agrupar en trets cardinals (aquells que dominen la conducta), centrals (característiques generals de la manera de ser) i secundaris (que es manifesten segons circumstàncies o camps de la vida).
Igualment, va establir una escala (l'escala d'Allport) per mesurar el grau de prejudicis existents en una societat cap als grups que es desvien de la norma, i que poden desembocar en conflicte o discriminació. Relacionat amb aquest camp, va definir l'actitud com una predisposició a l'acció, fent així que fos observable per la conducta.

## Biografia
Gordon era el quart fill de John Edward Allport i la seva esposa Nellie Edith. Quan tenia sis anys la família ja s'havia traslladat diverses vegades fins que s'establiren definitivament a Ohio. Començà a anar a l'escola a Cleveland. El seu pare era metge i tenia el consultori a casa seva. A causa de la manca de recursos a la contrada, son pare sovint improvisava un hospital en la pròpia llar. Gordon i els seus germans estaven avesats a estar entre malalts i de vegades ajudaven en les tasques d'infermeria. El pare de Gordon perdé la seva reputació per un article que va escriure el periodista Samuel Hopkins, que el qualificava de metge fraudulent perquè tractava addictes a la morfina basant-se en les cartes que li escrivien aquests pacients, sense fer-los un reconeixement en persona. La cura que els enviava consistia en dues ampolles, una contenia un preparat a base de morfina i l'altre era whiskey, els quals havien de combinar. La seva mare havia estat mestra i l'inculcà l'ètica protestant del treball, segons la qual si cadascú s'esmerça al màxim en la seva feina i gasta en la seva família el mínim necessari tenint en compte les necessitats familiars, llavors tindrà suficient riquesa per progressar en la vida.
Gordon es graduà i obtingué la segona millor qualificació a l'institut Glenville High School. Guanyà una beca que li permeté ingressar a la Universitat Harvard, on ja estava el seu germà gran, Floyd Henry Allport, que feia el doctorat en Psicologia. Allà es graduà en Filosofia i Economia, però en el seu temps lliure demostrà interès en la convergència entre la psicologia social i la psicologia de la personalitat, col·laborant en la recerca de treballadors de guerra, o fent de guia per estudiants estrangers, entre d'altres tasques de voluntariat.
Després viatjà a Istambul, Turquia, per donar classes al Robert College. De retorn als EUA, presentà una tesi sobre la psicologia de l'amistat i rebé el doctorat. La seva primera publicació, el 1921, fou conjunta amb el seu germà i es titulava Trets de personalitat: classificació i mesurament. Aquell mateix any continuà estudiant un màster amb el professor Herbert Langfeld i amb Hugo Münsterberg. La Universitat Harvard li concedí una beca de dos anys per ampliar estudis a l'estranger i escollí el primer any Berlín i Hamburg per aprofundir en la Teoria de la Gestalt i el segon any a la Universitat de Cambridge.
Entre el 1924 i el 1926 donà classes a Harvard sobre l'aspecte psicosocial de la personalitat. En aquesta època es casà amb Ada Lufkin Gould, una psicòloga clínica, i tingueren un fill que esdevindria pediatra. Passà quatre anys impartint classes a la Universitat de Dartmouth, a Hanover (Nou Hampshire), i després tornà a Harvard on romandria fins al final de la seva carrera.
Gordon Allport morí el 9 d'octubre del 1967, a Cambridge, Massachusetts, a causa d'un càncer de pulmó; li mancava un mes per fer el setanta anys.

## Teoria dels trets d'Allport
Allport va contribuir a la teoria dels trets de la personalitat, i és conegut com un psicòleg de trets. No creia que les persones es puguin classificar segons un nombre reduït de dimensions de trets, mantenint que cada persona és única i es distingeix per trets peculiars. En un dels propis articles d'Allport, Concepts of Trait and Personality (1927), Allport afirma que els trets són hàbits amb significat social i esdevenen molt previsibles, els trets són una unitat de personalitat. Allport afirma que la personalitat d'una persona és la cosa més única d'una persona.
Un dels seus primers projectes va ser revisar el diccionari i localitzar tots els termes que creia que podrien descriure una persona. A partir d'això, va desenvolupar una llista de 4500 paraules semblants a trets. Va organitzar aquestes paraules en tres nivells de trets. Això és similar a la hipòtesi lèxica fonamental de Goldberg, o la hipòtesi que els humans desenvolupen termes genèrics àmpliament utilitzats per a les diferències individuals en les seves interaccions diàries al llarg del temps.
La jerarquia de tres nivells de trets d'Allport és:
1. .Tret cardinal: aquests trets són rars, però és el tret que domina i configura el comportament d'una persona. Aquestes són les passions/obsessions dominants, com ara la necessitat de diners, fama, etc.

1. .Tret central: aquests trets són característiques generals que es troben en certa manera en cada persona. Aquests són els elements bàsics que configuren la major part del nostre comportament, encara que no són tan aclaparadors com els trets cardinals. Influeixen però no determinen el comportament. Un exemple d'un tret central seria l'honestedat.

1. .Tret secundari: aquests trets són el nivell inferior de la jerarquia i no són tan evidents com els trets centrals. Els trets secundaris són característiques que només es veuen en determinades circumstàncies (com ara gustos o disgustos particulars que un amic molt proper pot conèixer). S'han d'incloure per oferir una imatge completa de la complexitat humana.

## El desenvolupament del Proprium

### Sentit deljocorporal (primer any)
Es percep quan els nadons poden entendre's a si mateixos a través de les sensacions i esbrinar què els fa i què no.

### Sentiment de la pròpia identitat (segon curs)
Encara que entendre qui són tenint un significat en el seu nom sí. Això els pot donar una idea de com són i què pot significar socialment.

### Sentiment de l'autoestima (tercer any)
Amb una idea de qui són en aquesta etapa, volen tenir una forma d'independència que es pugui allunyar de la supervisió d'un adult.

### Sentiment d'autoextensió (quart any)
En aquesta etapa, el nen pot veure els seus cossos i estendre's a les joguines. Les paraules que semblen expressar-se en la seva ment són les meves.

### Aparició de la pròpia imatge (de quart a sisè curs)
Sembla que hi ha una consciència del jo bo i del jo dolent per als nens que pot plantejar el que esperen que els altres esperen d'ells. En aquesta etapa, es plantegen determinats objectius que veuen per si mateixos.

### Aparició d'un mateix com a coper racional (de sisè a dotzè any)
En aquesta etapa, es pren consciència que els pensaments poden ajudar a resoldre problemes en els quals tendeixen a pensar molt sobre el seu pensament.

### Aparició de l'esforç propi (dotzè any fins a l'adolescència)
En aquesta etapa, es creu que els objectius futurs es construeixen per donar sentit a la vida. Allport considerava que una persona sana creava problemes fent objectius futurs que en molts casos es poden veure inabastables. Aquesta sensació de crear aquests objectius a llarg termini es diferencia d'altres etapes i fins i tot de tenir una personalitat sana o malalta.

### Aparició d'un mateix com a coneixedor (edat adulta)
En aquesta etapa final, el jo és vist com un coneixedor que pot ser conscient i superar les altres set funcions pròpies. Quan passeu per totes les etapes, sembla que n'utilitzeu diverses o fins i tot totes en les tasques i experiències diàries

## Genotips i fenotips
Allport va plantejar la hipòtesi de les forces internes i externes que influeixen en el comportament d'un individu. Va anomenar aquestes forces Genotips i Fenotips. Els genotips són forces internes que es relacionen amb com una persona reté la informació i l'utilitza per interactuar amb el món extern. Els fenotips són forces externes, es relacionen amb la manera com un individu accepta el seu entorn i com els altres influeixen en el seu comportament. Aquestes forces generen les maneres en què ens comportem i són la base per a la creació de trets individuals.
El problema d'aquesta hipòtesi és que no es pot demostrar ja que són teories internes, influïdes presumiblement pel medi exterior.

## Autonomia funcional dels motius
Allport va ser un dels primers investigadors a distingir entre Motive i Drive. Va suggerir que un impuls es forma com una reacció a un motiu, que pot superar el motiu com a motiu d'un comportament. Aleshores, la pulsió esdevé autònoma i diferent del motiu, tant si el motiu era l'instint com una altra cosa. La idea que els impulsos poden esdevenir independents dels motius originals d'un comportament determinat es coneix com autonomia funcional.

Allport posa l'exemple d'un home que busca perfeccionar la seva tasca o ofici. El seu motiu original pot ser un sentiment d'inferioritat arrelat a la seva infantesa, però la seva diligència en el seu treball i el motiu que adquireix, més endavant, és una necessitat de sobresortir en la professió escollida, que esdevé l'impuls de l'home. Allport diu que la teoria:
| « | ... evita l'absurd de considerar l'energia de la vida ara, en el present, com a formada d'alguna manera de les primeres formes arcaiques (instints, reflexos prepotents o l'Id que no canvia mai). L'aprenentatge genera nous sistemes d'interessos de la mateixa manera que fa noves habilitats i habilitats. En cada etapa del desenvolupament, aquests interessos són sempre contemporanis; el que condueixi, condueix ara. | » |

## Distincions i publicacions
El 1939 fou nomenat president de l'Associació Americana de Psicologia. Deu anys després fou escollit president de l'Associació Psicològica de l'Est. El 1944, fou president de la Societat d'Estudis Psicològics i Qüestions Socials. El 1950, publicà el seu tercer llibre titulat L'individu i la se seva religió. El quart, La natura dels prejudicis, fou publicat el 1954, el qual estava basat en la seva experiència treballant amb refugiats de la Segona Guerra Mundial. El cinquè, publicat el 1955, es titulava Arribar a ser: Consideracions bàsiques de la Psicologia de la Personalitat, que fou un dels més difosos. El 1963, Allport fou guardonat amb la Medalla d'Or de la Fundació Americana de Psicologia. L'any següent rebé el premi a la Distinció per la Contribució a la Ciència.